# سفارة الصين في جمهورية الدومينيكان
سفارة الصين في جمهورية الدومينيكان هي أرفع تمثيل دبلوماسي لدولة الصين لدى جمهورية الدومينيكان. تقع السفارة في سانتو دومينغو وهي تهدف لتعزيز المصالح الصينية في جمهورية الدومينيكان.

## وصلات خارجية
- الموقع الرسمي
- قائمة سفارات الصين
- قائمة السفارات في جمهورية الدومينيكان